# Yasuhiko Funago
Yasuhiko Funago (舩後 靖彦, Funago Yasuhiko), né le 4 octobre 1957, est un homme politique japonais.
Il est atteint de la maladie de Charcot, devenant le premier patient diagnostiqué de cette maladie à remporter une élection nationale au Japon,.

## Biographie avant l’entrée en politique
Yasuhiko Funago a appris qu'il avait la maladie de Charcot quand il avait 42 ans. Jusqu'en 2000, il travaillait dans une entreprise de commerce de bijouterie et de montres de luxe. Il vit avec un respirateur artificiel depuis 2002 et, ne pouvant plus parler, il s'exprime par mouvements de sa mâchoire, reliée à un ordinateur.
Il est vice-président de "Earth", une organisation offrant de l'aide et des services aux personnes handicapées, située à Matsudo dans la préfecture de Chiba.
Funago joue de la guitare électrique grâce à des capteurs sur son visage reliés à un instrument, système inventé par des étudiants de l'Université Shonan (en).

## Idées politiques
Yasuhiko Funago est entré en politique pour réagir face au manque de considération et à une escroquerie dont il avait été victime dans l'institution qui s’occupait de lui.
Il souhaite travailler pour que d'autres personnes ne connaissent pas les mêmes souffrances que lui et que la société reconnaisse les besoins réels des personnes handicapées.
Il considère que la productivité individuelle ne devrait pas être la mesure selon laquelle la société classe les gens.